# El Greco malt den Großinquisitor

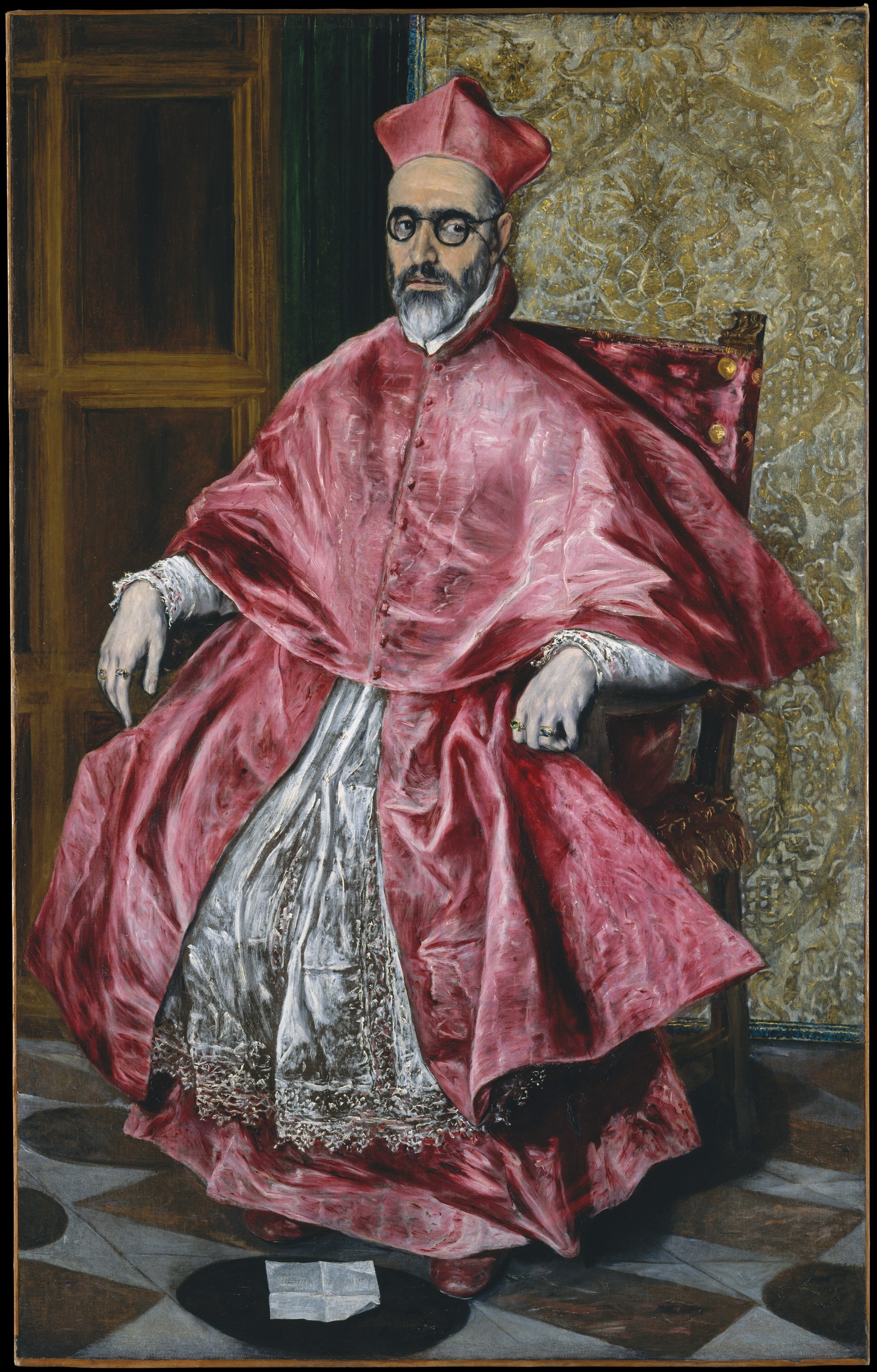
El Greco: Porträt des Kardinalinquisitors Don Fernando Niño de Guevara (um 1600)

El Greco malt den Großinquisitor ist eine Novelle von Stefan Andres aus dem Jahr 1936. Sie thematisiert das Verhältnis von Geist und Macht und ist heute das bekannteste Werk des 1970 gestorbenen Autors.

## Inhalt
Der fiktionale Text bezieht sich auf ein von El Greco um 1600 in Toledo geschaffenes Ölgemälde, das sich heute im Metropolitan Museum of Art in New York befindet.
Die Novelle spielt zur Zeit der spanischen Inquisition. Der bekannte Maler El Greco wird nach Sevilla gerufen, um dort den Großinquisitor Kardinal Fernando Niño de Guevara zu malen. Er will aber mit seinem Gemälde nicht Bestürzung und heiligen Schrecken verbreiten, sondern so malen, wie Gott es ihm durch das Gebot der Wahrhaftigkeit befiehlt. Er will damit zeigen, wie die Kirche jener Tage aussieht („Sie ist ein blutiges Feuer geworden, Eminenz!“). 
Doch gleichzeitig ist El Greco fasziniert von der Macht, in der er Größe, Tragik und auch Vollstreckung des gottgewollten Schicksals erkennt. Beim Betrachten eines Gewitters erkennt El Greco Größe und Grausamkeit der Natur und überträgt diesen Eindruck auf die Inquisition („Die Furcht ist der Anfang der Weisheit!“). Die Angst vor der Inquisition beflügelt ihn schließlich, dem Furchtbaren selbst ins Gesicht zu sehen. Er malt das Bild also als emotionales Wechselspiel, zwischen Angst und gefasstem Mut.
Kurz darauf aber erkrankt der Kardinal und El Greco soll seinen Freund, den berühmten Arzt Cazalla, rufen, dessen Bruder bereits der Inquisition zum Opfer gefallen war. Cazalla rettet dem todkranken Großinquisitor das Leben und gibt ihm damit die Möglichkeit, weiter zu morden.

## Interpretation
Stefan Andres erzählt in seiner Novelle die Konfrontation zweier individualistischer Gegner der Inquisition – El Greco und der Arzt Cazalla – mit deren oberstem Vollstrecker, dem Großinquisitor Nino de Guevara. Beide üben Kritik an der herrschenden Brutalität und dem Klima der Angst. Dabei entstehen Parallelen zur Realität des Dritten Reichs. 
Großinquisitor Kardinal Nino de Guevara verkörpert das personifizierte Böse. Seine kirchlich legitimierte Macht nutzt er völlig aus und steht damit über dem politischen System (Staat). Selbst der König hat Angst vor ihm. Noch auf dem Sterbebett unterschreibt der König ein Todesurteil.
El Greco malt ihn in seiner tragischen Größe, als Mensch, der sich fanatisch einer Idee opfert: „Er ist ein Heiliger um seiner Schwermut willen, ein trauriger Heiliger, ein heiliger Henker!“ Cazalla und El Greco schließen keinen Frieden mit der Macht, ihnen bleibt die Einsicht in deren Ungerechtigkeit und Grausamkeit. Beide fühlen sich jedoch so stark ihrem Berufsethos und der eigenen Gewaltlosigkeit verpflichtet, dass in der beschriebenen Situation Widerstand unmöglich ist.
Andres lehnt die Gewaltausübung des Staates ab. Dadurch aber, dass sie für ihn zum 'Naturereignis' wird, konstatiert er die eigene Hilflosigkeit. Die Duldung dieses Buchs durch die Nationalsozialisten ist nur so zu erklären, dass Andres seine Kritik an einer spanischen Inquisition übt, die für die völkisch-nationalen Kreise seit langem zu den erklärten Feindbildern gehörte.

## Werke
- Stefan Andres: El Greco malt den Großinquisitor. Erzählung. Mit einem Nachwort von Wilhelm Große. Reclam, Stuttgart 1994, ISBN 3-15-008957-3 (Reclams Universal-Bibliothek 8957).
- Stefan Andres: Wir sind Utopia. El Greco malt den Großinquisitor. Zwei Novellen. Mit einem Nachwort von Christian Andres, Michael Braun und Georg Guntermann. Deutscher Taschenbuch-Verlag, München 2006, ISBN 3-423-13460-7 (dtv 13460).

## Hörbuch
- Stefan Andres: El Greco malt den Großinquisitor. Lesung von Matthias Haase. Regie: Torsten Feuerstein. Laufzeit ca. 84 Minuten. Freiburg 2003. ISBN 3-89964-005-5